# Пожиратель призраков
«Пожиратель призраков» (англ. Ghost-Eater) — короткий рассказ американского писателя Говарда Филлипса Лавкрафта, написанный в сотрудничестве с К. М. Эдди мл. в 1923 году. Впервые опубликован в апрельском выпуске «Weird Tales» 1924 года. Вклад Лавкрафта, похоже, варьировался от предложений до, возможно, изменения абзаца.

## Сюжет
Неназванный рассказчик путешествует из деревни Мейфэр в Глендаль (англ. Glendale), штат Мэн. Проводники боялись его сопроводить через лес из-за суеверий. Заснув на привале, рассказчик просыпается ночью от дождя и грозы. Он находит укрытие в двухэтажном изящном доме, куда его впустил старик. Хромающий старик накормил гостя, хотя сам не ел. Старик был не разговорчив, но вежливо предложил заночевать. В темноте его глаза светились как фосфоресцирующие огоньки.

Опасаясь ограбления, рассказчик садиться на стул в углу и выжидает. Ночью другой незнакомый мужчина, который просвечивается насквозь, входит в комнату и ложится спать на кровать. Рассказчик ощущал слабость и голод. Его пальцы прошли сквозь плечо незнакомца! Послышались новые шаги: на этот раз мягкие, прихрамывающие, напоминающие собачьи цоканьем коготков…
В яркую полосу призрачного лунного сияния ступил огромный волк. Задняя лапа его была поджата, словно пораненная случайным выстрелом. Зверь повернулся и посмотрел в мою сторону: онемевшие от ужаса пальцы правой руки разжались и пистолет со стуком упал на пол. Новая волна страха парализовала мою волю и мысли, потому что глаза, горевшие дьявольским огнем на жуткой морде волка, были глазами хозяина этого странного дома; его взгляд, с фосфоресцирующим блеском следивший за мной с кухни. Зверь пригнулся, дрожа от возбуждения; незнакомец испустил крик смертельного ужаса и отчаяния, который не в силах повторить ни одно привидение из старинных преданий… и в этот момент волк прыгнул: белые ровные зубы блеснули в лучах луны, погружаясь в горло кричащей жертвы; острые клыки вспороли сонную артерию призрака, и крик захлебнулся в потоках крови. Предсмертный хрип подстегнул меня к действию; пистолет снова оказался в моей руке, его ствол запрыгал разряжая обойму в чудовище на постели. Увы! Я отчетливо различал глухие шлепки пуль, впивавшихся в стену напротив.
Рассказчик бежит из лесу и утром прибывает в Мейфэр. У отделения Лафайетт Хауз Банка пожилой охранник удивился тому, что он вышел живым из «Леса Дьявола» в полнолуние. По преданию в лесу бродит призрак Василия Украйникова, который был вервольфом. Один местный житель подстрелил волка в ногу и на следующий день Украйников захромал. С ним конфликтовал «граф» Федор Черневский, который не побоялся встречи со зверем. Позже горожане нашли труп графа в доме в лесу, а рядом огромного серого волка, которого сожгли вместе с домом. Все это случилось лет шестьдесят назад.

## Персонажи
- Рассказчик — Энергичный молодой человек, опытный путешественник, которого дела привели в деревушку Мэйфайр, штата Мэн. Носил сумку с деньгами, пистолет и трубку.
- Василий Украйников (англ. Vasili Oukranikov) — вервольф, добрый с виду старик с худощавой фигурой, который хромал и носил свободный халат сероватого цвета. Его облик поражал статностью: тонкое продолговатое лицо было чисто выбрито; мягкие волнистые волосы аккуратно расчесаны; длинные прямые брови под легким углом сходились над переносьем; красиво вылепленные уши были низко посажены, а большие, выразительные серые глаза, казалось, светились внутренним пламенем. Дружелюбная улыбка открыла два ряда замечательно ровных и крепких белых зубов. У него были изящные руки с длинными, тонкими пальцами, розовые миндалевидные ногти которых были слегка изогнуты и тщательно ухожены. Хорошо поставленный, мягкий голос успокаивал, глаза завораживали своей глубиной. В его речи был едва уловимый иностранный акцент, хотя речь и произношение были безукоризненны.
- «Граф» Фёдор Черневский (англ. Feodor Tchernevsky) — высокий, широкоплечий, лицо наполовину скрыто густой, подстриженной лопатой бородой, а шея обмотана чёрным шарфом, давно вышедшим из употребления в Америке. В его облике безошибочно угадывался иностранец.

## Вдохновение
С. Т. Джоши пишет, что «Пожиратель Призраков» написан Эдди младшим, под редакцией Лавкрафта, который выступал в качестве наемного автора, и внес лишь небольшие правки в работу Эдди. Вопрос причастности Лавкрафта остается спорным.  
Действие в рассказе происходит в штате Мэн, а не Аркхеме (в «Стране Лавкрафта»), а также крайне необычным для Лавкрафта является появление вервольфа.  